# Нуресильский сельский округ
Нуреси́льский се́льский окру́г (каз. Нұресіл ауылдық округі) — административная единица в составе Целиноградского района Акмолинской области Республики Казахстан.
Административный центр — село Нуресиль.

## География
Административно-территориальное образование расположено в северо-центральной части района, граничит:
- на севере с Арайлынским сельским округом,
- на северо-востоке с Талапкерским сельским округом,
- на востоке с Караоткельским сельским округом,
- на юге с сельским округом Акмол,
- на западе с Жанаесильским сельским округом.

Сельский округ расположен на казахском мелкосопочнике. Рельеф местности в основном представляет собой сплошную равнину с незначительными перепадами высот; средняя высота округа — около 330 метров над уровнем моря. 
Гидрографическая сеть округа представлена рекой Ишим — которая образует северные границы округа.
Климат холодно-умеренный, с хорошей влажностью. Среднегодовая температура воздуха положительная и составляет около +4,3°С. Среднемесячная температура воздуха в июле достигает +20,4°С. Среднемесячная температура января составляет около -14,4°С. Среднегодовое количество осадков составляет около 390 мм. Основная часть осадков выпадает в период с июня по июль.

## История
В 1989 году существовал как — Воздвиженский сельсовет (сёла Воздвиженка, Литовка, Новостройка, Островное, Раздольное).
В периоде 1991 — 1998 годов Воздвиженский сельсовет был преобразован в сельский округ.
В 2000 году сёла Литовка и Островное были упразднены.
В 2007 году село Новостройка было переименовано и преобразовано в аул Жана Жайнак.
В 2016 году Воздвиженский сельский округ и село Воздвиженка были переименованы в Нуресильский сельский округ и село Нуресиль соответственно.

## Население
| Численность населения | Численность населения | Численность населения |
| 1989                  | 1999                  | 2009                  |
| --------------------- | --------------------- | --------------------- |
| 2112                  | ↘2017                 | ↗2598                 |

## Состав
| № | Населённый пункт | Тип населённого пункта       | Население, 1989 | Население, 1999 | Население, 2009 |
| - | ---------------- | ---------------------------- | --------------- | --------------- | --------------- |
| 1 | Жана Жайнак      | аул                          | 520             | 589             | 549             |
| 2 | Литовка          | село (упразднено)            | 93              | -               | -               |
| 3 | Нуресиль         | село, административный центр | 1 027           | 1 094           | 1 690           |
| 4 | Островное        | село (упразднено)            | 183             | -               | -               |
| 5 | Раздольное       | село                         | 289             | 334             | 359             |

## Экономика
Сельское хозяйство
Общая площадь Нуресильского сельского округа составляет — 40 664,7 га, в том числе сельскохозяйственных угодий — 35 807,7 га, посевных площадей — 28 135,9 га, сенокосов — 773,2 га, пастбищ — 6898,6 га.
В сельском округе находится крупная элитная семеноводческая АО "Агрофирма Актык" и 6 крестьянских хозяйств, 18 индивидуальных предпринимателей.

## Инфраструктура
Образование
- 2 СШ,
- 1 НШ,
- 1 д/с «Болашак».

Культура
- Дом культуры села Нуресиль.

Здравоохранение
- врачебная амбулатория,
- 2 медицинских пункта.

## Местное самоуправление
Аппарат акима Нуресильского сельского округа — село Нуресиль, улица Кажымукана Мунайтпасова, дом 4.
- Аким сельского округа — Искаков Сейфулла Абдуович.